# 1e congresdistrict van Nevada

Kaart van het 1e congresdistrict van Nevada (aangegeven in groen).

Het 1e congresdistrict van Nevada, vaak afgekort als NV-1, is een kiesdistrict voor het Amerikaanse Huis van Afgevaardigden. Tegenwoordig omvat het kiesdistrict het grootste deel van Las Vegas, de grootste stad van Nevada, alsook een deel van North Las Vegas, beide in Clark County. De rest van de agglomeratie Las Vegas valt onder het 4e (noorden) en 3e district (westen en zuiden). Het is het kleinste van de (sinds 2013) vier congresdistricten van Nevada en het meest stedelijke.
Voor de volkstelling van 1980 telde Nevada maar één congresdistrict, het at-large congresdistrict van Nevada. Door de relatief hoge bevolkingsgroei in Nevada heeft men toen een 2e congresdistrict aangemaakt. Na 2000 is er een 3e district bij gekomen. Het 1e district is na 2000 hertekend zodat het compacter werd. Na de volkstelling van 2010 is er een 4e district bij gekomen. Het 1e district is bijgevolg steeds kleiner en stedelijker geworden.
Van 1999 tot 2013 vertegenwoordigde de Democrate Shelley Berkley het district. Sinds 3 januari 2013 is dat Dina Titus. Het 1e district geldt als een redelijk betrouwbaar Democratisch district. In de recentste presidentsverkiezingen koos het eerste district steeds voor Democratische kandidaten. In 2012 en 2008 won Barack Obama het district met respectievelijk 66% en 64% van de stemmen. John Kerry haalde 57% in 2004 en Al Gore 56% in 2000.